# كيري اوبراين
كيري اوبراين (بالإنجليزية: Kerry O'Brien) (و. 1946  م) هو منافس ألعاب قوى أسترالي، ولد في ميناء أوغستا، شارك في الألعاب الأولمبية الصيفية 1972، والألعاب الأولمبية الصيفية 1968.

## روابط خارجية
- كيري اوبراين على موقع الاتحاد الدولي لألعاب القوى (الإنجليزية)
- كيري اوبراين على موقع النتائج التاريخية لألعاب القوى الأسترالية (الإنجليزية)
- كيري اوبراين على موقع أوليمبيديا (الإنجليزية)
- كيري اوبراين على موقع اتحاد ألعاب الكومنولث (مؤرشف) (الإنجليزية)